# Otto Weckström
Otto Leonard Weckström, född 30 december 1892 i Borgå landskommun, död 31 december 1972 i Vanda, var en finländsk präst. 
Weckström, som var son till av bonden Adolf Weckström och Maria Lovisa Sundman, avlade teologisk dimissionsexamen 1919 och pastoralexamen 1929. Han var tillförordnad kyrkoherde och tillförordnad kapellan i Kyrkslätt 1919–1921, tillförordnad kapellan i Sjundeå 1921–1922, i Degerby 1922, tillförordnad kyrkoherde i Helsinge 1922–1930 och kyrkoherde där 1930–1964. Den färgstarke Weckström var en central gestalt i Helsingebygden; han var medlem av Svenska Finlands folkting för Svenska folkpartiet 1919 och elektor vid presidentvalen från 1930. Han tilldelades prosts titel 1940. Han utgav memoarerna Från bondpojke till präst (1968).